# Ginestra degli Schiavoni
Ginestra degli Schiavoni es un municipio situado en el territorio de la provincia de Benevento, en la Campania (Italia).

## Demografía
| Gráfica de evolución demográfica de Ginestra degli Schiavoni entre 1861 y 2001 |
|                                                                                |
| Fuente ISTAT - elaboración gráfica de Wikipedia                                |